# Komet Grigg-Skjellerup
Komet Grigg-Skjellerup (uradna oznaka 26P/Grigg-Skjellerup) je periodični komet z obhodno dobo 5,3 let. Pripada Jupitrovi družini kometov.

## Odkritje
Komet je odkril  leta 1902 astronom John Grigg (1838–1920) iz Nove Zelandije. Ponovno ga je odkril leta 1922 avstralski astronom John Francis Skjellerup (1875–1952), ki je takrat deloval v Južni Afriki.

## Značilnosti
Komet je doživel težnostne vplive Jupitra, ki je močno spremenil njegovo tirnico. Oddaljenost prisončja se je povečala od 0,77 a.e. v letu 1725 na 0,89 a.e. v letu 1977 in na 1,12 a.e. v letu 1999.
Ker je imel komet prisončje blizu Zemlje je bil tudi cilj odprave Giotto v letu 1992. Osnovni cilj te odprave je bil pravzaprav Halleyjev komet. Plovilo Giotto je prišlo v bližino kometa Grigg-Skjellerup na razdaljo samo 200 km, kar je bliže kot je bila najmanjša razdalja do Halleyjevega kometa. Niso pa uspeli posneti nobenih fotografij, ker je bila kamera uničena že med srečanjem s Halleyjevim kometom v letu 1986.
Jedro kometa ima premer 2,6 km.

## Meteorski roj
V letu 1972 so ugotovili, da komet Grigg-Skjellerup povzroča meteorski roj Pi Pupidi, ki imajo svoj vrhunec okoli 23. aprila vsako leto. Opazujejo ga lahko opazovalci na južni polobli.